# Горьковский район
Го́рьковский райо́н — административно-территориальная единица (район) и муниципальное образование (муниципальный район) на востоке центральной части Омской области России.
Административный центр — посёлок городского типа Горьковское.

## География
Площадь района — 3000 км². Основная река — Иртыш.

## История
Район образован в мае 1925 года путём преобразования Иконниковской укрупнённой волости Калачинского уезда Омской губернии. Район вошёл в состав Омского округа Сибирского края.
В 1925 году из Вяжевского сельского совета выделен Исаевский. Из Лавриновского сельского совета выделен Кабурлинский. Из Беляшовского сельского совета выделен Зенкульский. Из Серебрянского сельского совета выделен Согринский. Из Саратовского сельского совета выделен Любимовский.
В 1925 году в районе насчитывалось 50 населённых пунктов, 25 сельских советов, 4311 хозяйств.
На 1926 год в районе насчитывалось: 23 сельский советов, 54 населённых пункта, 4480 хозяйств.
В июне 1929 года Кольцовский сельский совет присоединён к Юрьевскому. Астыровский и Яковлевский сельские советы присоединены к Иконниковскому. Новоалександровский и Новооболоньский сельские советы присоединены к Георгиевскому. Лавриновский сельский совет присоединён к Кабурлинскому. Саратовский сельский совет присоединён к Новопокровскому. Согринский сельский совет присоединён к Серебрянскому. Из Дюсеновского сельского совета выделен Кокшеевский.
В июле 1929 года из ликвидированного Бородинского района передано 8 сельских советов (Алексеевский, Богдановский, Георгиевский, Крупянский, Ливенский, Никольский, Новоалександровский, Новооболоньский). Из ликвидированного Корниловского района передан Юрьевский сельский совет.
В июле 1930 года район передаётся из упразднённого Сибирского края в Западно-Сибирский край.
В период 1930—1934 годов Любимовский сельский совет присоединён к Алексеевскому. Из Дюсеновского и Кошкеевского сельских советов образован Бельсенды-Казахский. Исаевский сельский совет присоединён к Вяжевскому. Богдановский сельский совет присоединён к Георгиевскому и Новопокровскому. Соснинский и Лоточный сельские советы присоединены к Иконниковскому. Часть Никольского сельского совета присоединена к Демьяновскому. Кирсановский сельский совет присоединён к Спасскому. Зенкульский сельский совет присоединён к Беляшовскому. Исаковский сельский совет присоединён к Серебрянскому. Михайловский сельский совет присоединён к Ситниковскому. Юрьевский сельский совет передан в Омский район. Из Калачинского района передан Лоточный сельский совет с присоединением в Иконниковский.
На 1 января 1931 года в районе насчитывался 31 сельский совет, 94 населённых пункта. Площадь составляла 3930 квадратных километров. Расстояние до центра края 591 километр. Ближайшая железнодорожная станция Калачинская в 42 километрах. Население района составляло 40280 человек.
В 1931 году площадь района составляла 3969 квадратных километров. Насчитывалось 30 сельских советов, 94 населённых пункта. Совхоз «Иконниковский» Маслотреста к концу 1931 года разукрупнился на Иконниковский, Восточный Иконниковский, Южный Иконниковский. В районе насчитывалось 6 колхозов обслуживавшиеся Кормиловской МТС. Из мелкой промышленности развито маслодельное, сапожное, пимокатное, мукомольное, крупяное, по ремонту сельскохозяйственного инвентаря и машин. Имеется 5 маслозаводов (4 механизированных, 1 конно-приводной). Социальная сфера: 60 школ I ступени, 3 ШКМ, 1 школа совхозуча, 5 библиотек, 12 изб-читален, 1 врачебный участок с 12 койками, 2 фельдшерских пункта, медперсонал 5 человек (1 врач). В районе издавалась газета «Перестройка» выходящая 6 раз в месяц. Средний тираж 1600 экземпляров. Общее число подписчиков 1500 человек.
В начале 1930-х годов Калиновский и Павлодаровский сельские советы вошли в Бутовский. Михеевский сельский совет присоединён к Юрьевскому.
В январе 1932 года в Саргатский район передан Крупянский сельский совет.
На 15 февраля 1932 года в районе насчитывалось 34 МТФ, 4 ФВМ, 7 СТФ.
К весне 1932 года в районе был организован Иконниковский МТС.
В марте 1932 года из ликвидированного Омского района передано 6 сельских советов (Демьяновский, Калиновский, Максимовский, Михеевский, Павлодаровский, Суховский).
В декабре 1932 года из ликвидированного Еланского района передано 8 сельских советов (Ачаирский, Воскресенский, Епанчинский, Нижнеомский, Покровский, Ситниковский, Хомутинский, Хортицкий). Из Саргатского района передан Михайловский сельский совет.
В период 1932—1934 годах Никольский сельский совет присоединён к Георгиевскому и Демьяновскому. Михайловский сельский совет присоединён к Ситниковскому. Воскресенский сельский совет присоединён к Хомутинскому.
В апреле 1933 года земли Маслосовхозов № 231 и № 233 перечислены в состав Калачинского района. Земли Маслосовхоза № 159 переданы в состав Большереченского района. Часть Покровского сельского совета передана в Татарский район. Из Татарского района передан Усть-Горский сельский совет. Земли Маслосовхоза № 156, Покровский и Юрьевский сельские советы переданы в Омский городской совет.
В 1933 году из Саргатского района передано 4 сельских совета (Крупянский, Лежанский, Ливенский, Питомцевский). Питомцевский сельский совет передан в Омский городской совет.
В 1933—1934 годах Крупянский сельский совет присоединён к Ливенскому.
В декабре 1934 года район входит в образованную Омскую область.
В 1935 году центр Бельсенды-Казахского сельского совета перенесён в аул № 2 колхоза «Жана-Жол».
В июле 1936 года Иконниковский район переименован в Горьковский. Село Иконниковское переименовано в Горьковское. Иконниковский сельский совет переименован в Горьковский.
В 1936 году насчитывалось 111 населённых пунктов, 26 сельских советов (1 казахский, 2 немецких), 102 колхоза, 9 совхозов, 2 МТС, 84 начальные школы, 9 неполных средних школ, 1 средняя школа, 54 клубных учреждения, 2 больницы, 3 амбулатории. Площадь 4927 квадратных километров.
На 1 января 1938 года площадь района составляла 4900 квадратных километров, насчитывалось 26 сельских советов. Расстояние до центра области 132 километра.
В 1940 году а образованный Нижнеомский район передано 10 сельских советов (Ачаирский, Беляшовский, Епанчинский, Кабурлинский, Нижнеомский, Сидоровский, Ситниковский, Усть-Горский, Хомутинский, Хортицкий).
К 1 января 1941 года в районе насчитывалось 16 сельских советов. Площадь района равнялась 2700 квадратных километров. Расстояние до центра области 132 километра. Ближайшая железнодорожная станция Калачинская в 53 километрах.
В 1945 году из Георгиевского сельского совета выделен Новооболоньский.
К 1 января 1947 года районе насчитывалось 16 сельских советов. Площадь района равнялась 2700 квадратных километров. Расстояние до центра области 132 километра. Ближайшая железнодорожная станция Калачинская в 53 километрах.
В 1954 году Бельсенды-Казахский сельский совет присоединён к Суховскому. Рощинский сельский совет присоединён к Вяжевскому. Осиповский и Михайловский сельские советы присоединены к Максимовскому.
В 1957 году центр Ливенского сельского совета перенесён в посёлок Демьяновской МТС.
В 1958 году Вяжевский сельский совет присоединён к Алексеевскому. Центр Алексеевского сельского совета перенесён на усадьбу совхоза «Алексеевский» посёлок Алексеевский. Вяжевский сельский совет присоединён к Алексеевскому.
В конце августа 1958 года Спасский сельский совет переименован в Краснополянский с переносом центра в село Красная Поляна. Ливенский сельский совет переименован в Октябрьский. Центр Ливенского сельского совета переименован в село Октябрьское. Бутовский сельский совет переименован в Павлодаровский с переносом центра в село Павлодаровка.
В августе 1958 года вновь образован населённый пункт на территории бывшей Демьяновской МТС.
В 1961 году Максимовский сельский совет присоединён к Лежанскому. Новооболоньский сельский совет присоединён к Октябрьскому. Павлодаровский сельский совет присоединён к Суховскому.
В 1962 году из ликвидированного Нижнеомского района переданы Глухониколаевский, Лавриновский, Нижнеомский, Паутовский, Сидоровский, Хомутинский сельские советы.
В 1964 году в районе изменены границы между некоторыми сельскими советами.
В январе 1965 года Глухониколаевский, Лавриновский, Нижнеомский, Паутовский, Сидоровский, Хомутинский сельские советы переданы в Нижнеомский район.
В феврале 1965 года Лежанский сельский совет переименован в Максимовский с переносом центра в село Максимовка.
В 1966 году из Горьковского сельского совета выделен Астыровский.
В 1971 году Демьяновский сельский совет присоединён к Суховскому. Часть Суховского сельского совета передана в Павлодаровский. Из Краснополянского сельского совета выделена часть в Павлодаровский.
В 1974 году Максимовский сельский совет переименован в Лежанский с переносом центра в село Лежанка.
В 1975 году из Горьковского сельского совета выделен Рощинский.
В 1982, 1984 и 1989 году в районе изменены границы нескольких сельских советов.
В 1986 году село Горьковское преобразовано в рабочий посёлок. Горьковский сельский совет преобразован в поселковый совет.
К 1987 году ближайшая железнодорожная станция Калачинская в 53 километрах. Расстояние до Омска 92 километра.
На 1 марта 1991 года в районе насчитывалось: 1 рабочий посёлок, 11 сельских советов, 48 населённых пунктов в сельской местности. Территория района 3000 квадратных километров. Население района 28038 человек. Действовало 6 совхозов («Алексеевский», «Иконниковский», «Горьковский», «Краснополянский», «Станический», «Суховской»), 5 колхозов («Заря», «Дружба», им. Ленина, им. Романенко, «Иртыш»). В деревне Соснино действовал п.х. ПО «Омсклес».
В 1993 году сельские советы преобразованы в сельскую администрацию.
В 2003 году сельские администрации преобразованы в сельские округа.
На 1 января 2009 года в районе насчитывалось 11 сельских округов, 1 рабочий посёлок, 47 сельских населённых пунктов.
На 1 января 2012 года район включал 1 рабочий посёлок и 11 сельских округов.

## Население
| 1925    | 1926    | 1931    | 1959    | 1970    | 1979    | 1989    |
| ------- | ------- | ------- | ------- | ------- | ------- | ------- |
| 22 782  | ↗23 711 | ↗44 413 | ↘31 710 | ↘29 265 | ↘26 852 | ↗28 038 |
| 2002    | 2009    | 2010    | 2011    | 2012    | 2013    | 2014    |
| ↘24 718 | ↘23 300 | ↘20 807 | ↗20 815 | ↘20 418 | ↘20 362 | ↘20 334 |
| 2015    | 2016    | 2017    | 2018    | 2019    | 2020    | 2021    |
| ↘20 290 | ↘20 210 | ↘20 082 | ↘20 010 | ↘19 822 | ↘19 550 | ↘18 723 |
| 2023    |         |         |         |         |         |         |
| ↘18 361 |         |         |         |         |         |         |

На 1925 год по похозяйственным книгам в районе насчитывалось 22782 человека.
По Всесоюзной переписи населения 17 декабря 1926 года в районе проживало 23711 человек в сельской местности (11731 м — 11980 ж). Крупные национальности: русские, белорусы, украинцы, киргизы, зыряне.
На 1 января 1931 года население района насчитывалось 44413 человек. Крупные национальности: русские 72,5 %, украинцы 16,3 %, казахи 11,0 %. Плотность населения 11,8 человек на 1 квадратный километр.
По Всесоюзной переписи населения 15 января 1959 года в районе проживало 31710 человек в сельской местности (14315 м — 17395 ж).
По Всесоюзной переписи населения 15-22 января 1970 года в районе проживало 29265 человек в сельской местности (13495 м — 15770 ж).
По Всесоюзной переписи населения 17 января 1979 года в районе проживало 26852 человека в сельской местности (12477 м — 14375 ж).
По Всесоюзной переписи населения 12-19 января 1989 года в районе проживало 28038 человек (13446 м — 14592 ж).
По Всероссийской переписи населения 9 октября 2002 года в районе проживало 24718 человек (11780 м — 12938 ж).
По Всероссийской переписи населения 14-25 октября 2010 года в районе проживало 20807 человек (9864 м — 10943 ж). В процентном отношении 47,4 % мужчин, 52,6 % женщин.

### Урбанизация
В городских условиях (пгт Горьковское) проживают 26,06 % населения района.

### Национальный состав
По Всероссийской переписи населения 2010 года
| Национальность  | Численность населения, чел. | доля от населения |
| --------------- | --------------------------- | ----------------- |
| Казахи          | 672                         | 3,23              |
| Немцы           | 554                         | 2,66              |
| Русские         | 18544                       | 89,12             |
| Татары          | 171                         | 0,82              |
| Украинцы        | 274                         | 1,32              |
| Прочие нации    | 592                         | 2,85              |
| Итого по району | 20807                       | 100,00            |

## Муниципально-территориальное устройство
В Горьковском районе 48 населённых пунктов в составе одного городского и 11 сельских поселений:
| №  | Городское и сельские поселения     | Административный центр      | Количество населённых пунктов | Население | Площадь, км2 |
| -- | ---------------------------------- | --------------------------- | ----------------------------- | --------- | ------------ |
| 1  | Горьковское городское поселение    | рабочий посёлок Горьковское | 2                             | ↘4874     | 76,92        |
| 2  | Алексеевское сельское поселение    | посёлок Алексеевский        | 4                             | ↘2030     | 383,25       |
| 3  | Астыровское сельское поселение     | село Астыровка              | 5                             | ↘1370     | 303,51       |
| 4  | Георгиевское сельское поселение    | село Георгиевка             | 2                             | ↘715      | 110,90       |
| 5  | Краснополянское сельское поселение | село Красная Поляна         | 7                             | ↘1591     | 381,44       |
| 6  | Лежанское сельское поселение       | село Лежанка                | 4                             | ↘1274     | 163,71       |
| 7  | Новопокровское сельское поселение  | село Новопокровка           | 3                             | ↘1321     | 194,42       |
| 8  | Октябрьское сельское поселение     | село Октябрьское            | 6                             | ↘1299     | 258,32       |
| 9  | Павлодаровское сельское поселение  | село Павлодаровка           | 3                             | ↘745      | 256,09       |
| 10 | Рощинское сельское поселение       | село Рощино                 | 3                             | ↘484      | 270,97       |
| 11 | Серебрянское сельское поселение    | село Серебряное             | 3                             | ↘1057     | 280,32       |
| 12 | Суховское сельское поселение       | село Сухое                  | 6                             | ↘1601     | 310,56       |

| №  | Населённый пункт | Тип             | Население | Муниципальное образование          |
| -- | ---------------- | --------------- | --------- | ---------------------------------- |
| 1  | Агафоновка       | деревня         | ↘165      | Суховское сельское поселение       |
| 2  | Аксёновка        | деревня         | ↘127      | Суховское сельское поселение       |
| 3  | Алексеевка       | деревня         | ↘263      | Алексеевское сельское поселение    |
| 4  | Алексеевский     | посёлок         | ↘1128     | Алексеевское сельское поселение    |
| 5  | Астыровка        | село            | ↗820      | Астыровское сельское поселение     |
| 6  | Бельсенды-Казах  | аул             | ↘135      | Павлодаровское сельское поселение  |
| 7  | Березовка        | деревня         | ↗16       | Октябрьское сельское поселение     |
| 8  | Богданово        | деревня         | ↘233      | Новопокровское сельское поселение  |
| 9  | Большое Озеро    | деревня         | ↘75       | Павлодаровское сельское поселение  |
| 10 | Веселый          | посёлок         | ↗212      | Астыровское сельское поселение     |
| 11 | Вяжевка          | деревня         | ↗81       | Рощинское сельское поселение       |
| 12 | Георгиевка       | село            | ↘732      | Георгиевское сельское поселение    |
| 13 | Горьковское      | рабочий посёлок | ↘4784     | Горьковское городское поселение    |
| 14 | Демьяновка       | деревня         | ↘335      | Суховское сельское поселение       |
| 15 | Дубровка         | деревня         | ↘116      | Октябрьское сельское поселение     |
| 16 | Исаевка          | деревня         | →215      | Краснополянское сельское поселение |
| 17 | Исаковка         | деревня         | ↘204      | Серебрянское сельское поселение    |
| 18 | Калачинская      | деревня         | →97       | Астыровское сельское поселение     |
| 19 | Карасёво         | деревня         | ↘95       | Краснополянское сельское поселение |
| 20 | Кирсаново        | деревня         | ↗113      | Краснополянское сельское поселение |
| 21 | Красная Поляна   | село            | ↘605      | Краснополянское сельское поселение |
| 22 | Крупянка         | деревня         | ↘4        | Октябрьское сельское поселение     |
| 23 | Крутиха          | деревня         | ↘112      | Октябрьское сельское поселение     |
| 24 | Лежанка          | село            | ↘805      | Лежанское сельское поселение       |
| 25 | Максимовка       | деревня         | ↘100      | Лежанское сельское поселение       |
| 26 | Николаевка       | деревня         | ↘34       | Суховское сельское поселение       |
| 27 | Новооболонь      | деревня         | ↘156      | Октябрьское сельское поселение     |
| 28 | Новопокровка     | село            | ↗992      | Новопокровское сельское поселение  |
| 29 | Новоюрьево       | деревня         | ↗125      | Краснополянское сельское поселение |
| 30 | Октябрьское      | село            | ↘922      | Октябрьское сельское поселение     |
| 31 | Осиповка         | деревня         | ↘135      | Лежанское сельское поселение       |
| 32 | Павлодаровка     | село            | ↘568      | Павлодаровское сельское поселение  |
| 33 | Подольск         | деревня         | ↘85       | Рощинское сельское поселение       |
| 34 | Рощино           | село            | ↘329      | Рощинское сельское поселение       |
| 35 | Саратово         | деревня         | ↘126      | Новопокровское сельское поселение  |
| 36 | Северная         | деревня         | ↘227      | Алексеевское сельское поселение    |
| 37 | Серебряное       | село            | ↘699      | Серебрянское сельское поселение    |
| 38 | Согра            | деревня         | ↘178      | Серебрянское сельское поселение    |
| 39 | Соснино          | деревня         | ↘90       | Горьковское городское поселение    |
| 40 | Сосновка         | деревня         | ↘7        | Георгиевское сельское поселение    |
| 41 | Спасское         | село            | ↘121      | Краснополянское сельское поселение |
| 42 | Сухое            | село            | ↘954      | Суховское сельское поселение       |
| 43 | Сягаевка         | деревня         | ↗415      | Алексеевское сельское поселение    |
| 44 | Ударный          | посёлок         | ↘351      | Краснополянское сельское поселение |
| 45 | Чернышеевка      | деревня         | ↘3        | Суховское сельское поселение       |
| 46 | Чулино           | деревня         | ↘117      | Астыровское сельское поселение     |
| 47 | Чучкино          | деревня         | ↘259      | Лежанское сельское поселение       |
| 48 | Яковлевка        | деревня         | ↘197      | Астыровское сельское поселение     |

#### Исчезнувшие населённые пункты
| - Баркеевка — деревня () - Бутовка — деревня (1909—1966) - Каргановка — деревня (1830—1979) - Елизаровка — деревня - Заготскот — деревня () - Ивановка — деревня () - Ивашкеевка — деревня () - Казаковка — аул (?—1976) - Кузлякино — деревня - Крупянка — деревня () |  | - Ливенка — деревня () - Липатовка — деревня () - Майоровка — деревня - Михайловка — деревня () - Новоалександровка — деревня - Плотниково — деревня () - Розановка — деревня () - Сокол — деревня () - Станичное — деревня () - Фадеевка — деревня () |

## Достопримечательности
Памятники природы, истории, архитектуры и монументального искусства
- Обелиск воинам-землякам, погибшим в годы Великой Отечественной войны 1941—1945 годы, установлен в 1967, ул. Ленина пгт Горьковское
- Памятник В. И. Ленину, установлен в 1950, ул. Ленина пгт Горьковское
- Памятник Герою Советского Союза А. Ф. Романенко, установлен в 1965, село Крупянка[67]
- Памятник природы «Чёртов палец», село Серебряное

## Археология
- Городище «Чудская сопка», 10 км северо-восточнее села Лежанка
- Курганный могильник «Богданово-III» II век до н. э. — I век н. э., 2,5-3 км юго-западнее деревни Богданово, правый берег реки Иртыш
- Курганная группа «Богдановское» V век н. э., 12 км северо-восточнее села Серебряное
- Курганная группа «Крупянское» I тысячелетие до н. э., 24 км юго-западнее села Серебряное
- Могильник Исаковка 1 саргатской культуры близ Исаковки. Раннехорезмийские надписи, начертанные буквами арамейского письма, на двух серебряных фиалах, найденных в 1989 году в погребении 6 (курган 3) в Исаковском могильнике № 1, на керамических сосудах и остраки из хорезмских городищ Кой-крылган-кала, Калалы-гыр 2, Гяур 3, Бурлы-кала, Хумбуз-тепе можно датировать периодом от III века до н. э. до I—II веков нашей эры. О том, что надписи на исаковских чашах не арамейские по языку, а хорезмийские, можно судить по нескольким аппелятивам[68][69]. Исаковская надпись № 3 выполнена в той же технике, что и надпись № 2 из сарматского кургана 1 в Прохоровке Оренбургской области[70]. В погребении 6 кургана 3 (III—II века до н. э.) обнаружена могила мужчины-воина 55 лет[71].